# Antioquea (tribu)

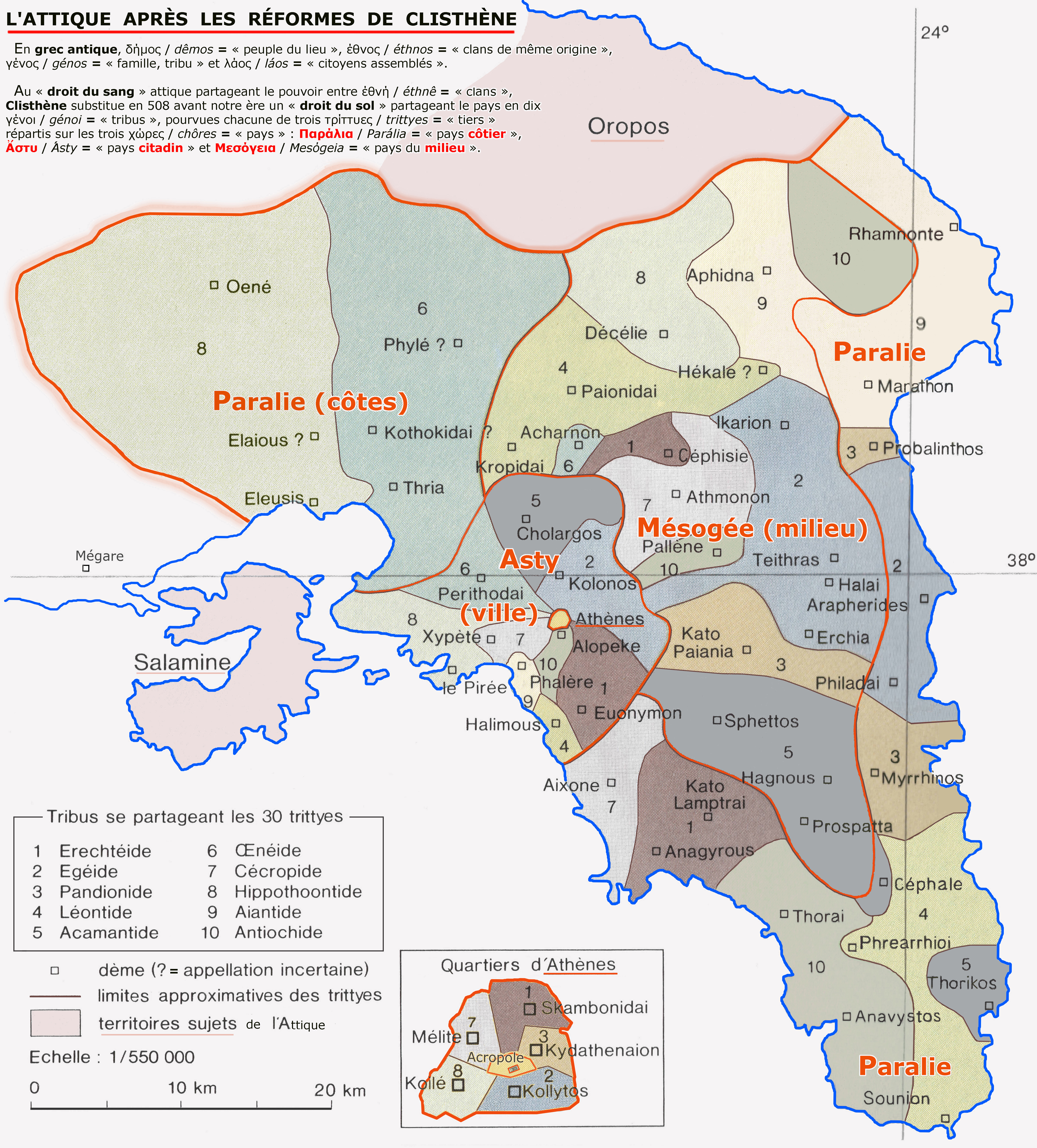
Mapa de la antigua Ática. Los demos pertenecientes a la filo de Antioquea están numerados "10".

Antioquea (Griego Antiguo: Αντιοχίς) era una de las diez tribus ( phylai ) en las que se dividían los antiguos atenienses . 

## Ubicación e historia
Recibe su nombre de Antíoco, hijo de Hércules y Meda (hija de Filas, rey de Éfira). 
Antioquea comprendía 13 demos : Aigilia, Alopeke, Amphitrope, Anaphlystos, Atene, Besa, Eitea, Eroiadai, Kolonai, Krioa, Pallene, Semachidai y Thorai .   
Phalerum era un puerto perteneciente a esta tribu. Se dice que desde este puerto comenzaron los viajes de Teseo y Menesteo a Creta y Troya respectivamente. 
Sócrates pertenecía a esta tribu.   La tribu estaba en posesión de la pritanía en el Consejo, en el momento de los acontecimientos relacionados con los diez generales activos para la marina de Atenas en la batalla de Arginusas .  
Arístides estuvo al mando del contingente de esta tribu durante la batalla de Maratón . 